# Waanstoornis
Een waanstoornis is een psychische aandoening waarbij een waan het op de voorgrond tredende symptoom is. De eerste die de waanstoornis in zijn huidige vorm beschreef, was de psychiater Emil Kraepelin. Hij duidde de aandoening nog aan met de term paranoia. 

## Diagnose
Voor een diagnose is het nodig dat de waanovertuiging meer dan een maand aanwezig en niet-bizar van aard is, dat wil zeggen dat de ingebeelde situaties zich in de realiteit zouden kunnen voordoen. Afgezien van de waan heeft de persoon geen pathologische problemen in de sociale omgang en functioneert in principe goed, hoewel door de afwijkende ideeën spanningen kunnen ontstaan tussen de persoon en zijn omgeving. Soms treden tegelijkertijd tast- of reukhallucinaties op, maar deze zijn in overeenstemming met de aard van de waan. De waan kan leiden tot problemen met de stemming van de persoon, maar deze episoden zijn korter dan de duur van de waan. 
Bij de differentiaaldiagnose moet worden uitgesloten dat er sprake is van een andere aandoening, bijvoorbeeld dementie, schizofrenie, een stemmingsstoornis, hypochondrie of obsessief-compulsieve stoornis.

## Soorten wanen
In het DSM-5 worden de volgende subtypen onderscheiden:
- Erotomaan type: het centrale thema van de waan is dat iemand anders verliefd is op de betrokkene.
- Grootheidstype: het centrale thema van de waan is dat de betrokkene beschikt over een groot (maar niet erkend)talent of inzicht, of een belangrijke ontdekking heeft gedaan.
- Jaloers type: het centrale thema van de waan is dat de huwelijkspartner of geliefde ontrouw is.
- Achtervolgingstype: het centrale thema van de waan is de overtuiging dat er een samenzwering tegen de betrokkene gaande is, of dat hij of zij wordt bedrogen, bespioneerd, gevolgd, vergiftigd of gedrogeerd, kwaadaardig belasterd, getreiterd, of wordt dwarsgezeten bij het realiseren van langetermijndoelen.
- Somatisch type: het centrale thema van de waan betreft lichamelijke functies of sensaties.
- Gemengd type: dit subtype geldt wanneer niet één enkel waanthema op de voorgrond staat.
- Ongespecificeerd type: dit subtype geldt als de op de voorgrond staande waanovertuiging niet duidelijk kan worden benoemd, of niet wordt omschreven als specifiek type.

## Bizarre en niet-bizarre wanen
In grote lijnen zijn wanen inhoudelijk in te delen in 'niet-bizarre wanen' en 'bizarre wanen'. In het geval van niet-bizarre wanen lopen de denkbeelden van de patiënt uit de pas met de werkelijkheid, maar zou de ingebeelde situatie zich in principe wel kunnen voordoen. Iemand kan bijvoorbeeld het waanidee hebben door de politie geschaduwd te worden. Wanen worden als bizar beschouwd als ze duidelijk onaannemelijk en onbegrijpelijk zijn, en niet zijn gestoeld op ervaringen uit het dagelijks leven. Een voorbeeld is een patiënt die denkt dat een onbekende interne organen heeft verwijderd en deze heeft vervangen door die van iemand anders zonder wonden of littekens achter te laten. Bij bepaalde identificatiesyndromen is het soms niet eenvoudig een grens tussen niet-bizar en bizar te vinden.